# Powstanie filozofii marksistowskiej
Powstanie filozofii marksistowskiej (ros. Формирование философии марксизма) – książka radzieckiego filozofa T.I. Ojzermana poświęcona badaniu nad powstaniem filozofii marksistowskiej. Impulsem do napisania książki był cykl wykładów na ten temat, które Teodor Ojzerman prowadził w latach 1947–1955 na Wydziale Filozofii Uniwersytetu Moskiewskiego. Rozprawa spotkała się w świecie filozoficznym z dużym odzewem w kraju i za granicą: pozytywne recenzje ukazały się w czasopismach Woprosy fiłosofii i Kommunist. Książka była wykorzystywana jako podręcznik akademicki i w 1965 roku została wyróżniona Nagrodą im. Michaiła Łomonosowa, a w roku 1983 Ojzerman otrzymał Nagrodę Państwową ZSRR za wydanie drugie swej pracy.

## Przekłady na język polski
- Teodor Ojzerman: Powstanie filozofii marksistowskiej. Tłumaczyli: Władysław Jankowski, Michał Kelles-Krauz, Lucyna Smolińska. Warszawa: Książka i Wiedza, listopad 1966. (pol.).{{Cytuj książkę}} Linki zewnętrzne: "inni".